# Produttività delle risorse
La produttività delle risorse è definita come il rapporto tra il prodotto interno lordo (PIL) e il consumo di materiale interno (CMI). In termini monetari è il rendimento per unità di risorsa.
Per esempio il raccolto deve essere irrigato e il rendimento è dato dalla quantità di raccolto ottenuto attraverso un determinato volume d'acqua per l'irrigazione, il “raccolto per goccia”, che può essere espresso in termini monetari.
Produttività di risorsa e intensità di risorsa sono concetti chiave usati nella misurazione della sostenibilità per determinare la correlazione diretta tra uso delle risorse e degrado ambientale. Il punto di forza è la misura sia economica e costo ambientale. Questi concetti sono le due faccia della medaglia, che involvono diversi approcci, l'efficienza della risorsa come risultato per unità di uso risorsa (produttività della risorsa) e dall'altro l'efficienza del consumo di risorse come uso di risorsa per unità di risultato (intensità di risorsa). 
La sostenibilità consiste nel massimizzare la produttività di risorsa e minimizzare l'intensità di risorsa. 
In ambito scientifico e politico sono argomenti trattati dal World Resources Forum.